# Cymatophoropsis bivoltina
Cymatophoropsis bivoltina är en fjärilsart som beskrevs av Clayton Dissinger Mell 1943. Cymatophoropsis bivoltina ingår i släktet Cymatophoropsis och familjen nattflyn. Inga underarter finns listade i Catalogue of Life.